# Judith Cahen (réalisatrice)
Pour les articles homonymes, voir Judith Cahen et Cahen.
Judith Cahen, née le 20 juin 1967, est une réalisatrice, scénariste et actrice française.

## Biographie
Cette section ne s'appuie pas, ou pas assez, sur des sources secondaires ou tertiaires indépendantes du sujet.

Pour l'améliorer, ajoutez-en, ou placez des modèles {{Source secondaire souhaitée}} ou {{Source secondaire nécessaire}} sur les passages mal sourcés. (mai 2022)
Après des études en Classe préparatoire aux grandes écoles et des études de philosophie, Judith Cahen intègre la Femis, dans le département réalisation, en 1990.
Elle s'oriente d'abord vers les films d'essai : rapports de l'intime et du collectif dans son premier long métrage La Croisade d'Anne Buridan.
Judith Cahen poursuit sa réflexion et son œuvre d'autoreprésentation dans son film ADN (About David Nebreda). Une touche, un style, un ton loin du « spectacle » dans la définition de Guy Debord. Un cinéma d'essai pour investiguer l'être, l'essentiel, la réponse de Judith Cahen à l'inépuisable Qui suis-je ?.
Depuis 2013, elle travaille avec Masayasu Eguchi. (performances, vidéo, expositions). Leur premier long métrage commun est tourné de 2013 à 2017. Ils créent deux Ciné-performances pour deux éditions du Festival Hors pistes au Centre Pompidou.

## Filmographie

### Réalisatrice
- 1995 : La Croisade d'Anne Buridan
- 1998 : La révolution sexuelle n'a pas eu lieu
- 2005 : ADN
- 2010 : Le Flou de Flouz (moyen métrage)
- 2017 : Le Cœur du conflit (coréalisateur : Masayasu Eguchi)

### Actrice
- 1988 : Les Doigts dans le ventre de François Ozon (court-métrage)
- 1995 : La Croisade d'Anne Buridan de Judith Cahen
- 1998 : La révolution sexuelle n'a pas eu lieu de Judith Cahen
- 2002 : C'est le bouquet ! de Jeanne Labrune, l'assistante
- 2004 : Code 68 de Jean-Henri Roger, Anne Buridan
- 2005 : ADN de Judith Cahen

### Scénariste
- 1998 : Nés quelque part de Malik Chibane

## Performances - Ciné-performances - Expositions
2010 : Les opérateurs d’échanges, Kyoto, Japon (Villa Kujoyama, Lauréate 2010)
2014 : À nos corps défendants, performance, avec Masayasu Eguchi, Théâtre de la Ville (dans le cadre de Danse Élargie)
2015 : Hiroshima Art Document, Exposition, Japon
2018 : Le genre international, – Ciné performance - Centre Pompidou (Hors piste, La nation et ses fictions)
2019 : L’odeur de la lune Vague après la pluie – Ciné performance - Centre Pompidou (Hors piste, La lune, zone imaginaire à défendre)